# تفت (مینه‌سوتا)
تفت (به انگلیسی: Taft) یک منطقهٔ مسکونی در ایالات متحده آمریکا است که در Grand Lake Township واقع شده‌است. تفت ۲۰ نفر جمعیت دارد و ۴۰۸٫۱۳ متر بالاتر از سطح دریا قرار دارد.